# Lasówki
Lasówki (prononciation : [laˈsufki]) est un village polonais de la gmina de Grodzisk Wielkopolski dans le powiat de Grodzisk Wielkopolski de la voïvodie de Grande-Pologne dans le centre-ouest de la Pologne.
Il se situe à environ 3 kilomètres au nord-ouest de Grodzisk Wielkopolski (siège de la gmina et du powiat) et à 44 kilomètres au sud-ouest de Poznań (capitale régionale).

## Histoire
De 1793 à 1918, Lassowko fait partie de l'arrondissement de Kosten jusqu'en 1818 puis de l'arrondissement de Buk jusqu'en 1887 puis de l'arrondissement de Grätz dans le district de Posen au sein de la province de Posnanie.
De 1975 à 1998, le village faisait partie du territoire de la voïvodie de Poznań.

Depuis 1999, Lasówki est situé dans la voïvodie de Grande-Pologne.
Le village possède une population de 160 habitants.
Le village abrite l'administration locale de la forêt pour tout le powiat. De nombreux bâtiments nouveaux y ont été construits.

Un parc paysager de 12,20 hectares comprenant plusieurs vieux arbres est séparé de la forêt. Une villa éclectique (ressemblant en réalité à un pavillon de chasse), datant des années 1880-1890, a été préservée. Plus à l'ouest, dans la forêt, se trouve une grande pépinière d'arbres.